# وقود السيارات

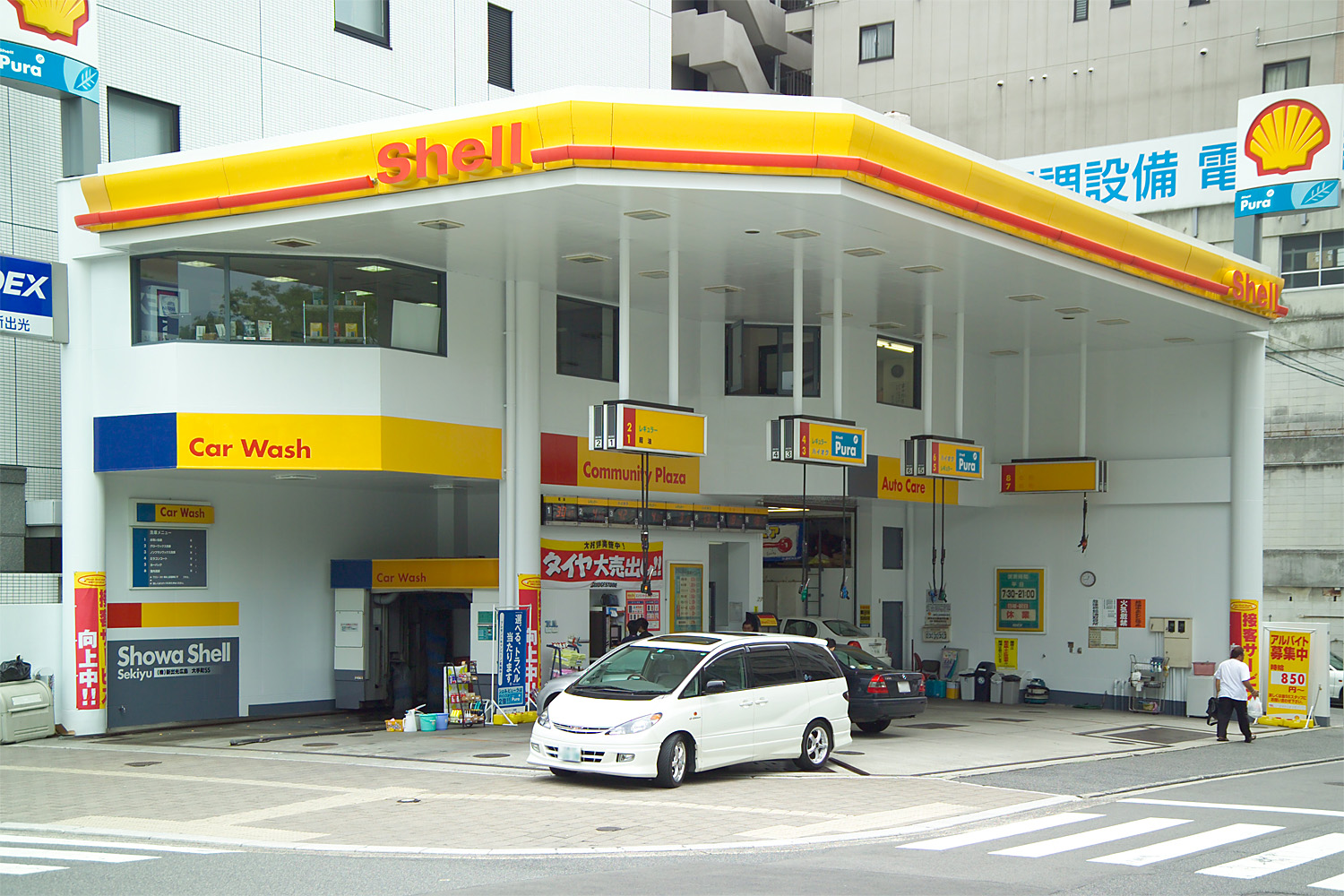
محطة وقود السيارات في هيروشيما اليابانية.

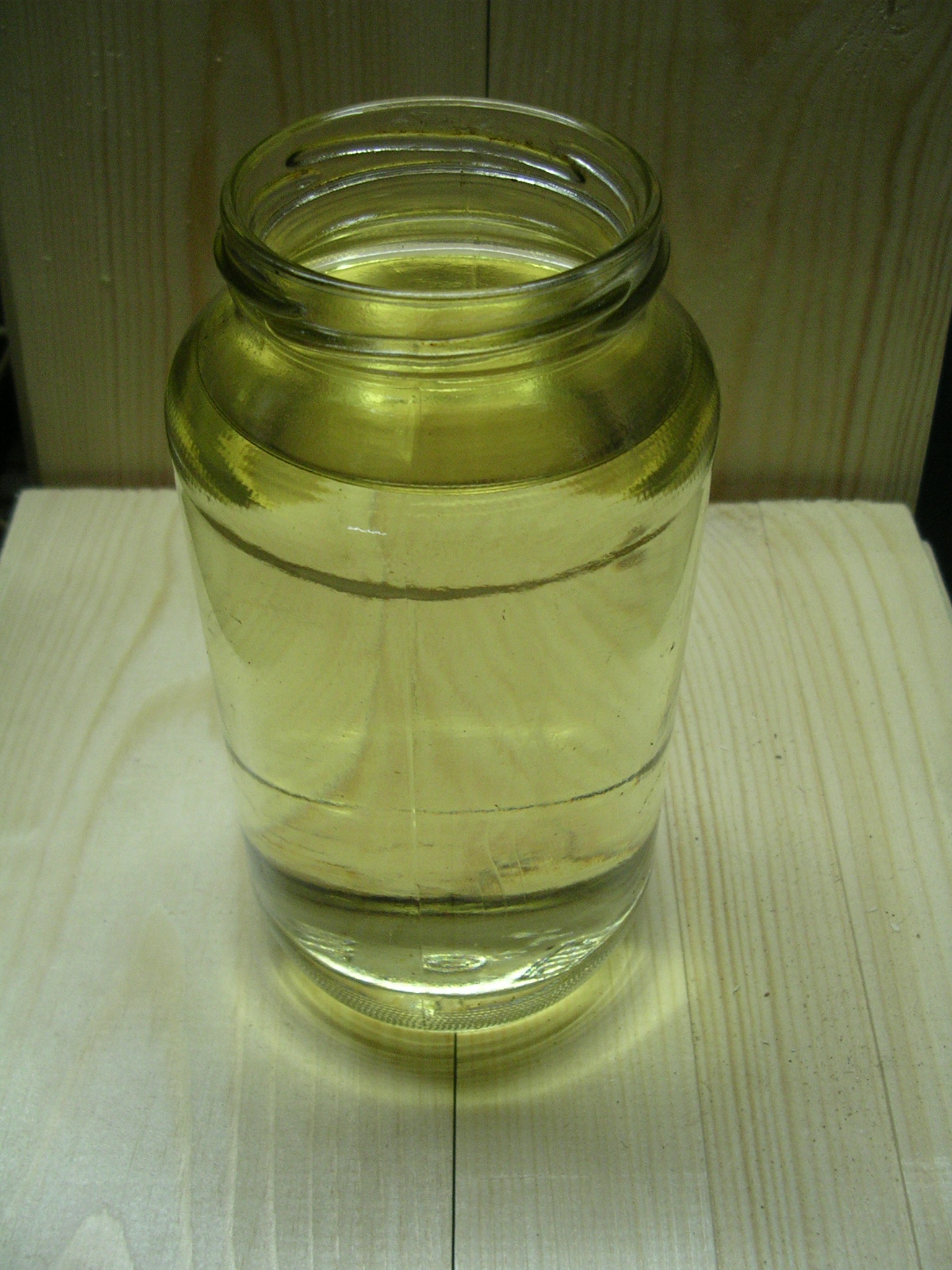
غازولين في جرة ماسون.

وقود السيارات أو الجازولين أو البترول هو خليط سائل صاف قابل للاشتعال مشتق من النفط يتكون في الأساس من الهيدروكربونات. يُستخدم وقودًا بصفة أساسية في معظم محركات الاحتراق الداخلي التي تشتعل بالشرر. يتكون في الغالب من مركبات عضوية يتم الحصول عليها عن طريق التقطير الجزئي للبترول، ومعزز بمجموعة متنوعة من المواد المضافة (additives). في المتوسط يمكن أن يُنتِج برميل نفط خام سعة 160 لتراً (42 جالوناً أمريكياً) ما يصل إلى حوالي 72 لتراً (19 جالوناً أمريكياً) من البنزين بعد المعالجة في مصفاة لتكرير النفط، اعتماداً على اختبار النفط الخام (crude oil assay) وعلى المنتجات المكررة التي يتم استخلاصها أيضاً. وهناك خاصية مزيج غازولين معين لمقاومة الاشتعال مبكراً (الذي يتسبب في الطرق ويقلل من الكفاءة في المحركات الترددية) من خلال رقم الأوكتان الخاص به، والذي يتم إنتاجه في عدة درجات. كانت تستعمل بشكل واسع لزيادة رقم الأوكتان ورباعي إيثيل الرصاص ومركبات رصاص أخرى، ولم تعد تستعمل في معظم المجالات (لكن لا تزال تستخدم في الطيران وسباق السيارات). في كثير من الأحيان تضاف بعض المواد الكيميائية الأخرى إلى الغازولين لتحسين الاستقرار الكميائي وخصائص الأداء والسيطرة على التآكل وتوفير تنظيف لنظام الوقود. وقد يحتوي الغازولين على مواد كيميائية تحتوي على أوكسوجين مثل الإيثانول، ميثيل ثالثي بوتيل الإيثر (MTBE) أو إيثيل ثالثي بوتيل الإيثر (ETBE) لكي تحسن عملية الإحتراق.
يستخدم مصطلح الجازولين كثيرا في مجال صناعة البترول، وحتى بين الشركات التي لا تعمل في الولايات المتحدة. و«جاز» هو اختصار دارج للمصطلح جازولين. كما أن «موجاز» هو أيضا اختصار دارج للمصطلح «موتورجازولين»، للتفرقة بينه وبين المصطلح «أفجاز» غاز طائرة الذي يستخدم في الطائرات الخفيفة. ولا يجب الخلط بينه وبين أنواع الوقود الغازي الأخرى الذي تستخدم في محركات الاحتراق الداخلي مثل البروبان.
وتستهلك الولايات المتحدة 360 مليون جالون (1360 مليون لتر) من هذا الوقود كل يوم. كما أن الدول الغربية من أكثر المناطق استهلاكا للبنزين. وقد كان لوضع الضرائب على البنزين في بعض الدول في أوروبا أثر كبير على تطور صناعة السيارات لإنتاج سيارات أقل استهلاكا للوقود.
وبسبب التسرب والمناولة الحاصلين أثناء الإنتاج والنقل والتسليم على سبيل المثال: من صهاريج التخزين والانسكابات وما إلى ذلك، يمكن للجازولين أن يدخل البيئة غير محترق (كسائل وكبخار على حد سواء). وكمثال على الجهود المبذولة للسيطرة على هذا التسرب، يتوجب على العديد من صهاريج التخزين تحت الأرض اتخاذ تدابير مكثفة للكشف عن مثل هذه التسريبات ومنعها. يحتوي الجازولين على البنزين وغيره من المواد المسرطنة المعروفة.

## أصل الكلمة
البنزين "Gasoline" هي كلمة إنجليزية تشير إلى وقود السيارات. يرجع تاريخ أول استخدام مسجل له في قاموس أوكسفورد الإنجليزي إلى عام 1863، عندها كانت تكتب "gasolene". استخدم مصطلح «البنزين (gasoline)» لأول مرة في أمريكا الشمالية عام 1864. الكلمة مشتقة من كلمة «غاز» واللواحق الكيميائية «ـول -ol» و«ـين (-ine)» أو "(-ene)".

ومع ذلك ربما تأثر المصطلح أيضًا بالعلامة التجارية "Cazeline" أو "Gazeline". في 27 نوفمبر 1862، قام الناشر البريطاني وتاجر القهوة والناشط الاجتماعي جون كاسيل (John Cassell) بنشر في جريدة ذا تايمز من لندن:
زيت الكازولين الحاصل على براءة الاختراع هو آمن واقتصادي ورائع... يمتلك جميع المتطلبات التي لطالما كانت مرغوبة كوسيلة للضوء الاصطناعي القوي.

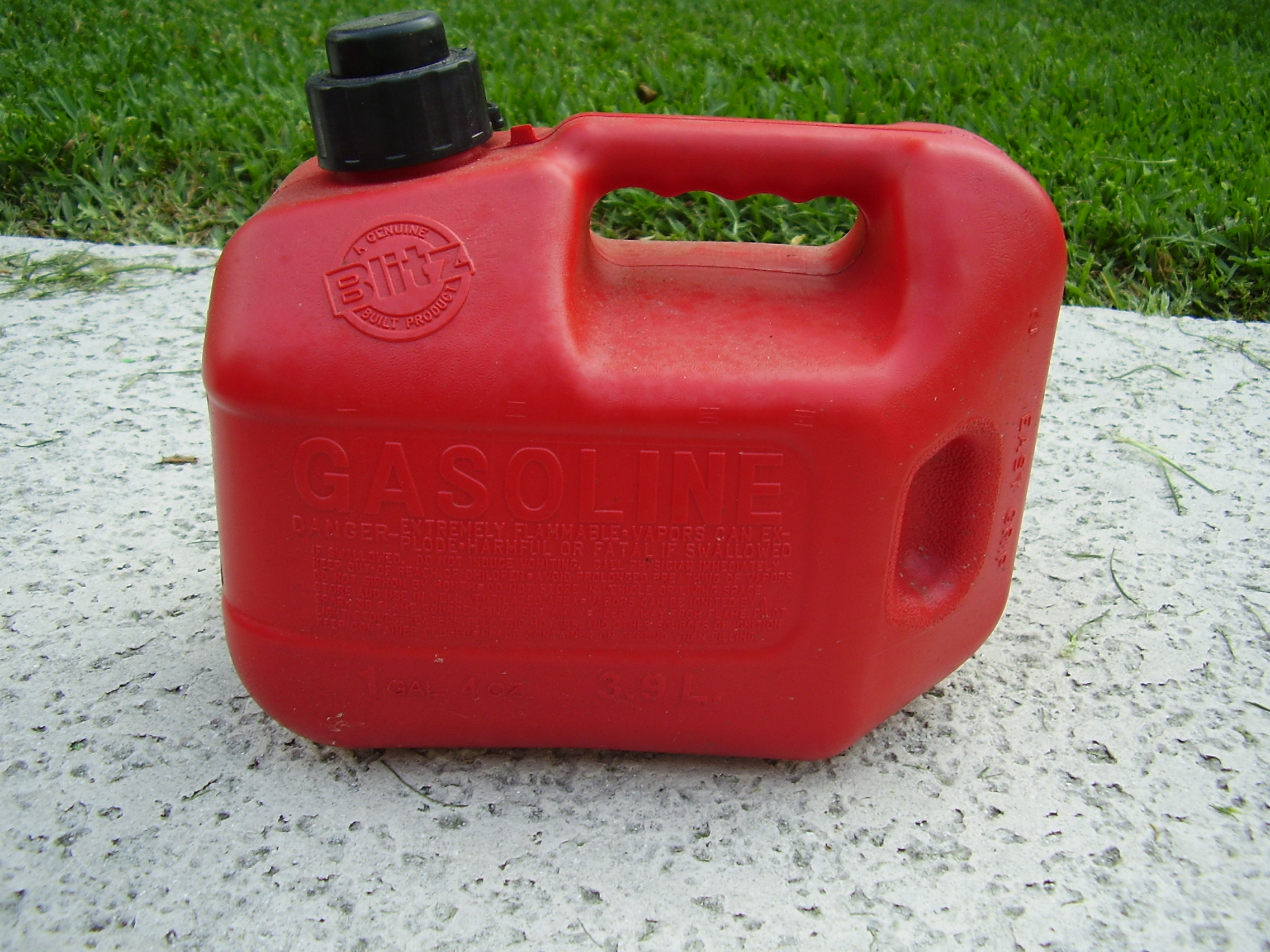
حاوية بنزين نموذجية سعتها 1.03 جالون أمريكي (3.9 لتر).

هذا كان أول ظهور للكلمة تم العثور عليه. اكتشف كاسيل أن صاحب متجر في دبلن يدعى صموئيل بويد كان يبيع كازولين مزيف وكتب إليه ليطلب منه إيقاف البيع. لم يستجب بويد وقام بتغيير كل "C" إلى "G"، وهكذا تمت صياغة كلمة "gazeline".
في معظم دول الكومنولث يُطلق على المُنتَج بترول بدلاً من البنزين (جازولين). تم استخدام «البترول» لأول مرة في حوالي عام 1870، كاسم لمنتج بترولي مكرر، تم بيعه من قبل تاجر الجملة البريطاني شركة كارلس -كابل وليونارد- (Carless ، Capel & Leonard) والذي قامت بتسويقه كمذيب. عندما وَجَدَ المُنتَج لاحقاً استخداماً جديداً كوقود للمحرك، اقترح فريدريك سيمز (Frederick Simms) أحد شركاء غوتليب دايملر، على كارلس أن يسجلوا العلامة التجارية بترول. لكن بحلول ذلك الوقت كانت الكلمة بالفعل مستخدمة بشكل عام، ربما مستوحاة من الكلمة الفرنسية (pétrole) ولم يُسمح لهم بالتسجيل. ثم سجلت كارلس عدداً من الأسماء البديلة للمُنتَج، ولكن مع ذلك أصبح مصطلح «بترول» هو المصطلح الشائع للوقود في الكومنولث البريطاني.

## تحليل البنزين الكيميائي وتصنيعه
وقود الطائرات هو من الوقود الأقل كثافة بين أنواع الوقود المختلفة وهو نوع معدل من أنواع البنزين.
ينتج البنزين في مصافي الزيت. وهذه الأيام يتم فصله بسهولة من الزيت الخام عن طريق التقطير، ويسمى بنزين طبيعي، ولكنه لا يكون له المواصفات المطلوبة (بالتحديد رقم الأوكتان، شاهد بالأسفل) بالنسبة للمحركات الجديدة، ولكن يمكن أن يكون جزء من المخلوط الذي يستخدم لها.
أغلبية البنزين القياسي تتكون من هيدروكربونات تتراوح أطوال سلاسلها من 5 إلى 12 ذرة كربون في الجزيء.
وتنتج المصافي المختلفة مكونات لها تركيب متفاوت، وعند خلطها فإنها تنتج بنزين بخصائص مختلفة. ومن أهم هذه المكونات:
- «المصلحات»، والتي تنتج عن طريق المصلح الحفزي، ولها رقم أوكتان عالي ونسبة مكونات أروماتية عالية، ونسبة قليلة من الألكينات.
- البنزين المتكسر حفزيا أو النافثا المتكسرة حفزيا، وينتج من التكسير الحفزي، وله رقم أوكتان متوسط، ونسبة عالية من الأولفينات (الألكينات)، ومستوى متوسط من الأروماتيات.
- البنزين الطبيعي (له عديد من الأسماء)، يتم الحصول عليه من الزيت الخام مباشرة وله رقم أوكتان منخفض، وقليل من المكونات الأروماتية (اعتمادا على نوع الزيت الخام، وبعض النافثانات (ألكانات حلقية) ولا يحتوى على أولفينات (ألكينات).
- ألكيلات، وتنتنج في وحدة الألكلة، ولها رقم أوكتان عالي وهي من البارافينات (ألكان) النقية، وغالبا ما تكون سلاسل متفرعة.
- المتزامرات (ولها أسماء عديدة) ويتم الحصول عليها من عملية أزمرة البنزين الطبيعي لزيادة رقم الأوكتان له، وتحتوى على نسبة مركبات أروماتية وحلقات بنزين قليلة. (المصطلحات المستخدمة ليست كلها المصطلحات الصحيحة كيميائيا. وهي مصطلحات قديمة، ولكنها تستخدم حتى الآن في مجال صناعة البترول. ومعناها الفني يختلف من شركة بترول لأخرى أيضا من بلد لأخرى)

وعموما فإن البنزين العادي يتكون من خليط من البرافينات (ألكانات)، النافثات (ألكان حلقي)، المركبات أروماتية، الأولفينات (ألكينات). وتعتمد نسبة كل منها على:
- مصفاة الزيت التي أنتجت البنزين، حيث أن عدد الوحدات الموجودة بكل مصفاة يختلف من واحدة لأخرى.
- نوع الزيت الخام المستخدم.
- درجة البنزين بالنسبة إلى رقم الأوكتان.

وحاليا فإن الوقود المستخدم في كثير من الدول له حدود معينة لنسبة المكونات الأروماتية بشكل عام، وبخاصة البنزين الحلقي، وكذلك نسبة المكونات الأولفينية (الألكينات). وهذا يزيد الطلب على البرافينات العالية الأوكتان، مثل الألكيلات، ويجبر المصافي لإضافة وحدات تنقية أخرى للتخلص من البنزين (حلقة البنزين).
كما أن البنزين يمكن أن يحتوي على مركبات عضوية أخرى مثل: الإيثر العضوي بالإضافة إلى كميات قليلة من الشوائب، وبالتحديد ميركبتانات الكبريت، سلفيد الهيدروجين والتي يجب أن تزال من البنزين لأن لها تسبب تآكل المحركات.

### التطايرية
يتطاير البنزين أكثر من الديزل أو الكيروسين، وليس فقط بسبب ترتيبه أثناء التقطير، ولكن بسبب الإضافات التي توضع إليه. والمتحكم النهائي في التطاير هو غالبًا البيوتان. كما أن نسبة التطاير تعتمد على درجة الحرارة المحيطة، فكلما زادت درجة الحرارة زاد التطاير. وفي بعض المناطق مثل أستراليا هناك تغير شهري في معدلات التطاير، ولكن في معظم البلاد هناك حدود للتطاير تبعا لفصل الصيف والشتاء، وحد آخر وسيط بينهما.
وقد تم تقليل حدود التطاير للبنزين في معظم الدول في الوقت الحالي لتقليل الانبعاثات التي تحدث أثناء عمليات ملء السيارات بالبنزين.

### رقم الأوكتان
«لمزيد من المعلومات عن هذه النقطة راجع رقم الأوكتان»
أهم الخصائص للبنزين هو رقم الأوكتان، وهو مقياس لمقدرة البنزين على مقاومة الاحتراق المبكر (طرقات المحرك). وهذا الرقم يقاس بالنسبة إلى خليط من (4,2,2-ثلاثي ميثيل بينتان) (أحد متزامرات (isomer) الأوكتان) وإن- هيبتان. فمثلا 87 أوكتان تعني أن البنزين له كفاءة تشغيل مثل خليط من 87% أيزو أوكتان، 13% إن-هيبتان. وهذا النظام تم عمله بواسطة روسل ماركر.

## الأخطار
تتواجد في البنزين عديد من الهيدروكربونات (وخاصة الهيدروكربونات الحلقية مثل البنزين الحلقي)، وهذه الهيدروكربونات مثل باقي الإضافات المقاومة لطرقات الموتور لها تأثير سرطاني. ولهذا السبب، فإن التسريبات الكبيرة أو المستمرة للبنزين تسبب تهديدا على الصحة العامة، في حالة وصول البنزين لأي مصدر من مصادر المياه العامة. والخطر الرئيسي للبنزين من هذه التسريبات لا يأتي من السيارات، ولكن من حوادث صهاريج نقل البنزين ومن التسريبات التي يمكن أن تحدث من مستودعات التخزين. ونظرا لوجود مثل هذا الخطر، فإن معظم مستودعات التخزين يتم متابعتها بصفة دورية للتأكد من عدم حدوث أية تسريبات مثل أنود قربان. ونظرا لأن البنزين متطاير بطبيعته، فإن ذلك يستلزم أن تكون مستودعات التخزين وصهاريج النقل محكمة الغلق. ولكن هذا التطاير العالي للبنزين يمكنه من أن يشتعل في الجو البارد، بعكس الديزل. وعموما، فإنه يجب عمل قياسات معينة للسماح بالتهوية الكافية للبنزبن حتى لا يرتفع الضغط في مستودعات التخزين ويظل مساوي للضغط خراج المستودع. كما أن البنزين يتفاعل مع كيمياويات معينة شائعة الاستخدام مثل: تفاعل البنزين والدريانو المتبلر والذي ينتج عنه لهب مستمر.
البنزين أيضا من الغازات الملوثة للبيئة. فحتى البنزين الذي لا يحتوي على مركبات الرصاص أو الكبريت، فإنه ينتج ثاني أكسيد الكربون، ثاني أكسيد النيتروجين، أول أكسيد الكربون من عادم المحرك الذي يستخدمه في السيارات.

## محتوى الطاقة
يحتوي البنزين على تقريبا 45 ميجا جول لكل كيلو جرام (MJ/kg):
الكثافة الحجمية للطاقة في بعض أنواع الوقود مقارنة بالبنزين:
| نوع الوقود                               | MJ/L  | BTU/جا  | BTU/جالون أمريكي | RON   |
| ---------------------------------------- | ----- | ------- | ---------------- | ----- |
| البنزين                                  | 29.01 | 125,000 | 104,000          | 87-98 |
| غاز البترول المسال                       | 22.16 | 95,475  | 79,500           | 110   |
| وقود الديزل                              | 32.19 | 138,690 | 115,480          | 5-20  |
| زيت تسخين                                | 34.74 | 149,690 | 124,640          |       |
| الإيثانول                                | 19.59 | 84,400  | 70,300           | 129   |
| الميثانول                                | 14.57 | 62,800  | 52,300           | 150   |
| الوقود الكحولي (10% إيثانول + 90% بنزين) | 28.06 | 120,900 | 100,700          |       |

يحتوي الوقود العالي الأوكتان مثل غاز البترول المسال على طاقة أقل من الوقود المنخفض الأوكتان مثل البنزين، مما ينتج عنه أن المحصلة النهائية للقوة تكون أقل. وعموما فإنه بتعديل المحركات لتعمل بغاز البترول الطبيعي، فإنه يمكن التغلب على مشكلة قلة محصلة الطاقة الكلية. وهذا لأن الوقود العالي الأوكتان يسمح بمزيد من الانضغاط وهذا يعني فراغ أقل في إسطوانة المحرك في شوط الاحتراق. وعلى هذا درجة حرارة أعلى للإسطوانة. ونفايات هيدروكربونية أقل (تلوث أقل، وطاقة مستخدمة أكثر)، أي مستويات طاقة أعلى مع مستويات تلوث أقل.
ويجب ملاحظة أن السبب الرئيسي لقلة طاقة الغاز المسال أن له كثافة قليلة. ومحتوى الطاقة له أعلى من البنزين (نسبة هيدروجين إلى كربون أعلى). وبمعنى أكثر دقة يتم حرق الكتلة، وليس الحجم.

## الإضافات

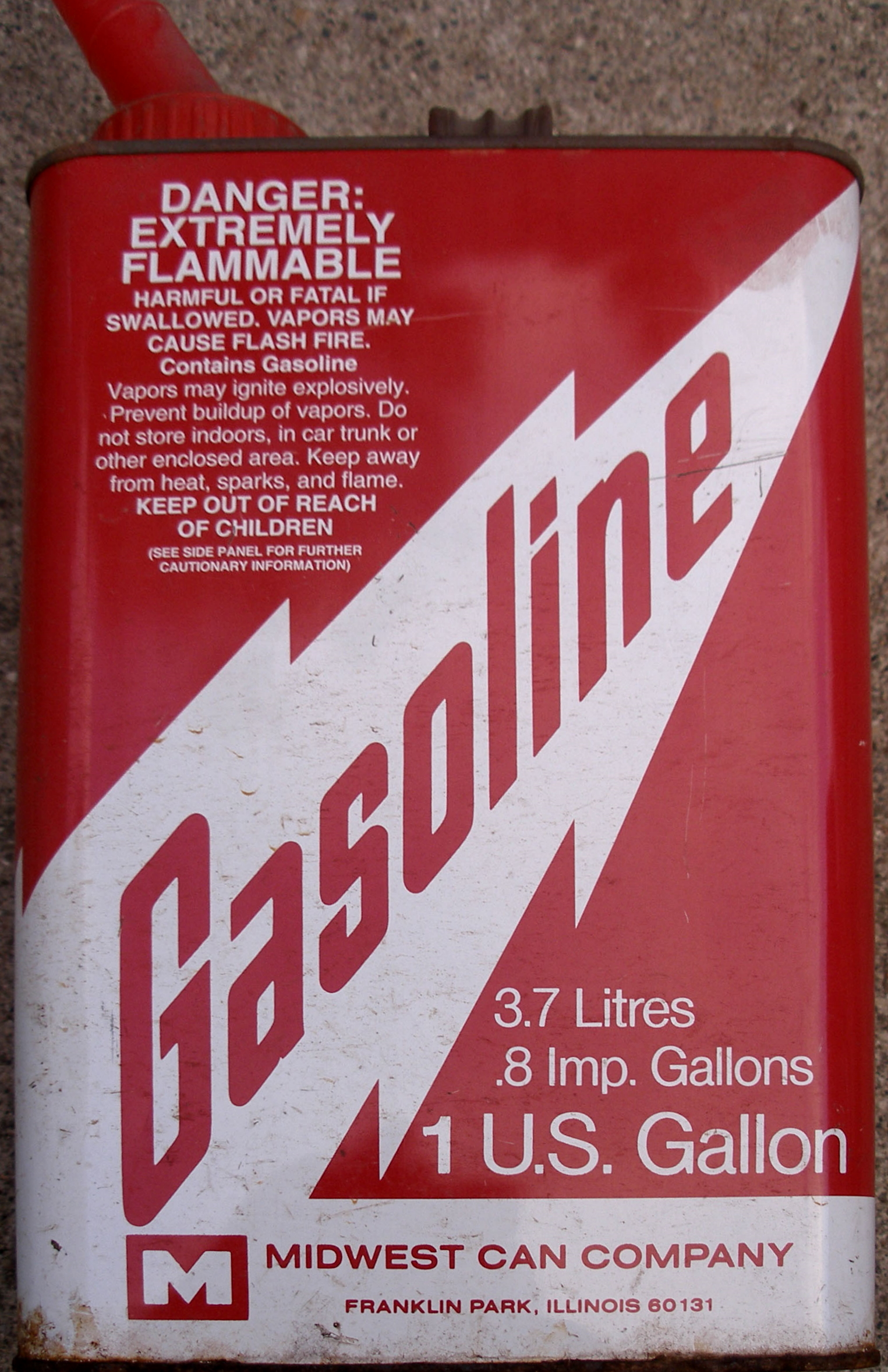
علبة غاز.

### الرصاص
يتم الاعتراف بالخليط أنه بنزين عند استخدامه للانضغاط في محركات الاحتراق الداخلي، وقد كان البنزين سابقا يسبب ما يسمى «طرقات» للمحرك (يسمى أيضا «أزيز» و«قرقعات») نتيجة الاحتراق المبكر. وقد توصلت الأبحاث التي أجراها كل من إيه. إتش. جيبسون وهاري ريكاردو في إنجلترا، وتوماس ميدجلي، وتوماس بويد في الولايات المتحدة في موضوع طرقات المحرك، بالتوصل إلى أن إضافة مركبات الرصاص تساعد في علاج الطرقات، وتحسين أداء البنزين، مما أدى لانتشار استخدام مركبات الرصاص في العشرينات من القرن العشرين. ومن أشهر إضافات الرصاص رباعي إيثيل الرصاص. ونظرا لتأثير الرصاص على البيئة. ولأن مركبات الرصاص لا تتوافق مع المحولات الحفزية فقد قل استخدام مركبات الرصاص كإضافات منذ 1980 في معظم البلاد. وتم استبدال مركبات الرصاص بمركبات أخرى تقوم بنفس الوظيفة، ومنها الهيدروكربونات الأروماتية، اللإيثيرات، الوقود الكحولي (غالبا الإيثانول، أو الميثانول).
وكان أكبر تأثير لمنع استخدام الرصاص على المحركات، تآكل مقاعد صمامات المحرك حيث أن مركبات الرصاص كانت تساعد على حمايتها. واحتاج العديد ممن يقومون بجمع السيارات عمل بعض التعديلات لمحركاتها لتتوافق مع البنزين المعدل.
ويحتوي البنزين أيضا على إضافات تقلل من تواجد الكربون في المحرك، مما يحسن من عملية الإحتراق ويسمح بتشغيل أفضل في ظروف الجو الباردة.

### MMT
يضاف ميثيل حلقي بنتاديينيل ثلاثي كربونيل المنغنيز (MMT) منذ عدة سنين في كندا وحديثا في أستراليا لتحسين الأوكتان. وتساعد أيضا السيارات القديمة المصممة للعمل بالوقود الذي به رصاص على العمل بالوقود الخالي من الرصاص بدون الحاجة لإضافات لمنع مشاكل التسريب من الصمامات.
وحاليا هناك جدل مستمر حول ما إذا كان MMT ضار بالبيئة أم لا.

### الخلط المتأكسج
الخلط المتأكسج هو إضافة الأكسجين للوقود بالمركبات الأكسيجينية مثل ميثيل ثالثي بوتيل الإيثر، الإيثانول، ETBE، وهذا يقلل كمية أول أكسيد الكربون وكمية الوقود الغير محترق الخارج مع العادم، وبالتالي يقلل الدخان. وفي عديد من المناطق في الولايات المتحدة فإن الخلط المتأكسج إجباري. فمثلا في جنوب كاليفورنيا، يجب أن يحتوي الوقود على 2% من الأكسجين بالوزن. ويعرف الوقود الناتج بالبنزين المعدل أو البنزين المتأكسج.
MTBE يتم الاستغناء عنه نظرا لتأثيره الملوث على المياه الجوفية. كما أنه ممنوع في بعض المناطق. ويتم استخدام MTBE المحتوي على إيثانول كبديل. وخاصة الإيثانول المستخرج من المكونات العضوية مثل الذرة، قصب السكر، ويسمى في هذه الحالة «إيثانول»-حيوي. ويطلق على مخلوط الإيثانول - بنزين جازول. وأكثر المناطق استخداما للإيثانول في البرازيل، حيث يستخرج الإيثانول من قصب السكر. واستخدام الإيثانول-«الحيوي»، سواء بطريقة مباشرة، أو بطريقة غير مباشرة في MTBE-«الحيوي»، يتم تشجيعه بقوة من الاتحاد الأوربي للوقود الحيوي.

## تاريخ البنزين
أصل الكلمة هنا يتحدث عن المرادف الأمريكي لكلمة بنزين وهو «جازولين»، وقد تم بدء استخدام الكلمة عام 1865 من الكلمة غاز وإضافة اللاحقة الكيميائية ين. وتم استخدام النقط الحديث في عام 1871. وتم تسجيل الكلمة الإنجليزية الأمريكية عام 1905. 
وتم استخدام كلمة "بترول"Petrol" في البداية للتعبير عن المواد المصفاة في عام 1892 (كانت تستخدم قبل ذلك للتعبير عن المواد الغير مصفاة) وتم تسجيلها كإسم تجاري عن طريق بائع الجملة الإنجليزي كارلس ليونارد.  
وفي ألمانيا وبعض الدول العربية يطلق عليه «بنزين».
وقد تم تطوير محركات الاحتراق الداخلي الأولى المناسبة للاستخدام في تطبيقات النقل والتي تسمى محركات أوتو في ألمانيا خلال الربع الأخير من القرن التاسع عشر. كان وقود هذه المحركات السابقة عبارة عن هيدروكربون متطاير نسبياً تم الحصول عليه من غاز الفحم. مع نقطة غليان قريبة من 85 درجة مئوية (185 درجة فهرنهايت) (يغلي الأوكتان أعلى بحوالي 40 درجة مئوية)، كان مناسباً تماماً للكاربراتيرات السابقة (المبخرات). مكّن تطوير الكاربراتير «فوهة الرش» من استخدام وقود أقل تطايراً. تمت محاولة إجراء مزيد من التحسينات في كفاءة المحرك بنسب ضغط أعلى، ولكن تم منع المحاولات المبكرة بسبب الانفجار المبكر للوقود، المعروف باسم الطرق.
في عام 1891 أصبحت عملية تكسير شوخوف أول طريقة تجارية في العالم لتفكيك الهيدروكربونات الثقيلة في النفط الخام لزيادة نسبة المنتجات الأخف وزناً مقارنة بالتقطير البسيط.

### من 1903 وحتى 1914
جاء تطور وقود السيارات البنزين في أعقاب تطور النفط باعتباره المصدر المهيمن للطاقة في العالم الصناعي. قبل الحرب العالمية الأولى كانت بريطانيا أكبر قوة صناعية في العالم، وكانت تعتمد على أسطولها البحري لحماية شحن المواد الخام من مستعمراتها. وكانت ألمانيا أيضاً في طور التصنيع ومثل بريطانيا، كانت تفتقر إلى العديد من الموارد الطبيعية التي كان يتعين شحنها إلى الوطن الأم. بحلول تسعينيات القرن التاسع عشر بدأت ألمانيا في اتباع سياسة ذات شهرة عالمية وبدأت في بناء أسطولها البحري للتنافس مع بريطانيا. والفحم هو الوقود الذي كان يغذي أساطيلهم البحرية. على الرغم من امتلاك كل من بريطانيا وألمانيا احتياطيات من الفحم الطبيعي، إلا أن التطورات الجديدة في النفط كوقود للسفن غيرت الوضع. فقد كانت السفن التي تعمل بالفحم نقطة ضعف تكتيكية؛ لأن عملية تحميل الفحم كانت بطيئة للغاية وقذرة وتترك السفينة معرضة تماماً للهجوم، كما أن الإمدادات غير الموثوق بها من الفحم في الموانئ الدولية جعلت الرحلات الطويلة غير عملية. سرعان ما جعلت مزايا النفط البترولي أساطيل العالم تتحول إلى النفط، لكن بريطانيا وألمانيا كان لديهما عدد قليل جداً من احتياطيات النفط المحلية. حلت بريطانيا في النهاية اعتمادها على النفط البحري من خلال تأمين النفط من شركة رويال داتش شل وشركة النفط الأنجلو-فارسية، وحدد هذا من أين ومن أي نوع سيأتي بنزينها.
خلال الفترة المبكرة من تطوير محرك الجازولين، اضطرت الطائرات إلى استخدام جازولين السيارات لأن جازولين الطائرات لم يكن موجوداً بعد. كان يطلق على أنواع الوقود الأولى اسم بنزين التقطير البسيط أو الأولي، وقد كانت عبارة عن منتجات ثانوية من تقطير نفط خام واحد لإنتاج الكيروسين، والذي كان المنتج الرئيسي المطلوب حرقه في مصابيح الكيروسين. ولم يتجاوز إنتاج الجازولين إنتاج الكيروسين حتى عام 1916. كانت أولى أنواع غازولين التقطير البسيط نتيجة تقطير النفط الخام الشرقي ولم يكن هناك خلط لمقطرات من خامات مختلفة. لم يكن تكوين هذه الأنواع من الوقود السابق معروفاً، وتنوعت الجودة بشكل كبير، حيث ظهرت الزيوت الخام من حقول النفط المختلفة في خليط مختلف من الهيدروكربونات بنسب مختلفة. ولم يتم تحديد تأثيرات المحرك الناتجة عن الاحتراق غير الطبيعي (خبط المحرك والاشتعال المسبق) بسبب الوقود الرديء، ونتيجة لذلك لم يكن هناك تصنيف للجازولين من حيث مقاومته للاحتراق الغير طبيعي. وبالسابق كانت المواصفات العامة التي تم من خلالها قياس البنزين هي الثقل النوعي عبر مقياس بوميه ولاحقاً التقلبات (الميل إلى التبخر) المحددة من حيث نقاط الغليان، والتي أصبحت نقطة التركيز الأساسية لمنتجي البنزين. كانت لهذه الغازولينات السابقة من النفط الخام الشرقي نتائج اختبار بوميه عالية نسبياً (65 إلى 80 درجة بوميه)، وقد كان يُطلق عليها بنسلفانيا سريع التطاير أو ببساطة بنزين سريع التطاير. وغالباً ما كانت هذه تُستخدم في محركات الطائرات.
بحلول عام 1910 أدت زيادة إنتاج السيارات والزيادة الناتجة في استهلاك البنزين إلى زيادة الطلب على البنزين. كما أدى تزايد استخدام الكهرباء في الإضاءة إلى انخفاض الطلب على الكيروسين، مما أدى إلى حدوث مشكلة في سد الحاجة للبنزين. ويبدو أن صناعة النفط المزدهرة وقعت في فخ الإنتاج المفرط للكيروسين والإنتاج الناقص للبنزين؛ لأن التقطير البسيط لا يمكن أن يغير نسبة المنتجين المستخرجة من أي خام معين. وظهر الحل في عام 1911 عندما سمح تطوير عملية بيرتون بالتكسير الحراري للزيوت الخام، مما أدى إلى زيادة نسبة إنتاج البنزين من الهيدروكربونات الثقيلة. وقد ترافق ذلك مع توسع الأسواق الخارجية لتصدير فائض الكيروسين الذي لم تعد الأسواق المحلية بحاجة إليه. وقد تم الاعتقاد بأن الغازولين الجديد «المتكسر» حرارياً ليس له أي آثار ضارة، ويمكن إضافته إلى بنزين التقطير البسيط. وقد كانت هناك أيضاً تجارب لخلط نواتج التقطير الثقيلة والخفيفة لتحقيق القراءة المرغوبة لقياس بوميه، وكان يطلق عليها مجتمعة اسم الجازولين المخلوط (بنزين مولف).
تدريجياً اكتسب التطاير أفضلية على اختبار بوميه، على الرغم من استمرار استخدام كليهما معاً لتحديد البنزين. وفي أواخر يونيو 1917 ذكرت شركة ستاندرد أويل -أكبر شركة تكرير للنفط الخام في الولايات المتحدة في ذلك الوقت- أن أهم خاصية للبنزين هي قابليته للتطاير. تشير التقديرات إلى أن المعدل المكافئ لبنزين التقطير البسيط يتراوح من 40 إلى 60 أوكتان، وأن سريع التطاير الذي يشار إليه أحياناً باسم درجة القتال (fighting grade)، ربما كان متوسطه من 50 إلى 65 أوكتان.

### الحرب العالمية الأولى
قبل دخول الولايات المتحدة في الحرب العالمية الأولى، استخدم الحلفاء الأوروبيون الوقود المشتق من النفط الخام من بورنيو وجافا وسومطرة، مما أعطى أداءً مرضياً في طائراتهم العسكرية. لكن عندما دخلت الولايات المتحدة الحرب في أبريل 1917، أصبحت الولايات المتحدة المورد الرئيسي لبنزين طائرات الحلفاء ولوحظ انخفاض في أداء المحرك. وسرعان ما تم إدراك أن وقود السيارات كان غير مرضٍ للطيران، وبعد فقدان عدد من الطائرات المقاتلة تحول الانتباه إلى جودة البنزين المستخدم. ثم أظهرت اختبارات الطيران اللاحقة التي أجريت في عام 1937، أن تقليل الأوكتان بمقدار 13 نقطة (من 100 إلى 87 أوكتان) أدى إلى انخفاض أداء المحرك بنسبة 20 في المائة وزيادة مسافة الإقلاع بنسبة 45 في المائة. وفي حالة حدوث احتراق غير طبيعي، يمكن أن يفقد المحرك طاقةً كافية لجعل التحليق جواً مستحيلاً وتصبح لفة الإقلاع تهديداً للطيار والطائرة.
في 2 أغسطس 1917 رتب مكتب المناجم بالولايات المتحدة لدراسة وقود الطائرات بالتعاون مع قسم الطيران التابع لفيلق الإشارة بالجيش الأمريكي، ليصل المسح العام إلى استنتاج عدم وجود بيانات موثوقة عن أنواع الوقود المناسبة للطائرات. ونتيجةً لذلك بدأت اختبارات الطيران في حقول لانجلي وماكوك ورايت؛ لتحديد أداء البنزين المختلف في ظل ظروف مختلفة. وأظهرت هذه الاختبارات أنه في طائرات معينة كان أداء بنزين محرك المركبات بجودة سريع التطاير، ولكن في أنواع أخرى أسفرت عن سخونة عند تشغيل المحركات. وقد وجد أيضاً أن البنزين من الزيوت الخام الأساسية العطرية والنفثينية من كاليفورنيا وجنوب تكساس وفنزويلا، أدت إلى محركات تعمل بسلاسة. أسفرت هذه الاختبارات عن أول مواصفات حكومية لبنزين المحركات (استخدم بنزين الطائرات نفس مواصفات محركات البنزين) في أواخر عام 1917.

### الولايات المتحدة (1918-1929)
عرف مصممو المحركات أنه وفقاً لدورة أوتو تزداد الطاقة والكفاءة مع نسبة الضغط، لكن التجربة مع البنزين الأول خلال الحرب العالمية الأولى أظهرت أن معدلات الضغط الأعلى زادت من خطر الاحتراق غير الطبيعي، مما ينتج عنه طاقة أقل وكفاءة أقل، وسخونة عند تشغيل المحركات وتلف المحرك الشديد المحتمل. وللتعويض عن هذا الوقود الرديء، استخدمت المحركات الأولية نسب ضغط منخفضة، الأمر الذي تطلب محركات ثقيلة وكبيرة نسبياً لإنتاج طاقة وكفاءة محدودتين. واستخدم محرك البنزين الأول للأخوين رايت نسبة ضغط منخفضة تصل إلى 4.7 إلى 1، وقد طور 12 حصاناً فقط (8.9 كيلو واط) من 201 بوصة مكعبة (3290 سم مكعب) ووزنه 180 رطلاً (82 كجم). وقد كان هذا مصدر قلق كبير لمصممي الطائرات، وأثارت احتياجات صناعة الطيران البحث عن الوقود الذي يمكن استخدامه في المحركات ذات الضغط العالي.
بين عامي 1917 و1919 تضاعفت كمية البنزين المتكسر حرارياً المستخدمة. كما زاد استخدام البنزين الطبيعي بشكل كبير. وخلال هذه الفترة قامت العديد من الولايات الأمريكية بتحديد مواصفات لبنزين السيارات، لكن لم تتفق أي منها مع الأخرى، وكانت المواصفات غير مرضية من وجهة نظر إحدى الولايات أو وجهة نظر أخرى. ثم بدأت مصافي النفط الأكبر حجماً في تحديد النسبة المئوية للمواد غير المشبعة (تسببت المنتجات المتكسرة حرارياً في نشوء الصمغ في الاستخدام والتخزين، كما أن الهيدروكربونات غير المشبعة تكون أكثر تفاعلاً وتميل إلى الاندماج مع الشوائب التي تؤدي إلى الصمغ). وفي عام 1922 نشرت الحكومة الأمريكية المواصفات الأولى لوقود الطائرات (تم تصنيف درجتين على أنهما قتال (Fighting) ومحلي (Domestic)، وكانا محكومين بنقاط الغليان واللون ومحتوى الكبريت واختبار تكوين الصمغ) بالإضافة إلى درجة «محرك» واحدة للسيارات. أدى اختبار الصمغ بشكل أساسي إلى التخلص من استخدام البنزين المتكسر حرارياً في مجال الطيران، وبالتالي عاد غازولين الطيران إلى تجزئة نفتا (نفط) التقطير البسيط، أو خلط نفثات التقطير البسيط المعالجة بالحرارة العالية. وقد استمر هذا الوضع حتى عام 1929.
وقد تفاعلت صناعة السيارات بقلق مع الزيادة في البنزين المكسور حرارياً. حيث أنتج التكسير الحراري كميات كبيرة من كل من الأحادي والديوليفينات (الهيدروكربونات غير المشبعة)، مما زاد من خطر الصمغ. كما كان التطاير يتناقص لدرجة أن الوقود لم يتبخر وكان ملتصقاً بشمعات الإشعال ويلوثها، مما أدى إلى بدء تشغيل قاسي وخشن في الشتاء والتصاق للوقود بجدران الأسطوانة، متجاوزاً المكابس والحلقات ليذهب إلى زيت علبة المرافق (المحرك). فقد ذكرت إحدى المجلات: «... في محرك متعدد الإسطوانات في سيارة باهظة الثمن، نقوم بتخفيف الزيت في علبة المرافق بنسبة تصل إلى 40 في المائة على مسافة 200 ميل، مثلما يُظهر تحليل الزيت في وعاء الزيت.»
ونظراً لعدم رضاهم الشديد عن الانخفاض اللاحق في جودة البنزين الإجمالية، اقترح مصنعو السيارات فرض معايير الجودة على موردي النفط. واتهمت صناعة النفط بدورها صانعي السيارات بعدم القيام بما يكفي لتحسين اقتصاد السيارة، وأصبح النزاع معروفاً داخل الصناعتين باسم «مشكلة الوقود». ثم نمت العداوة بين الصناعتين، واتهم كل منهما الآخر بعدم القيام بأي شيء لحل الأمور، ومن ثم تدهورت العلاقات بينهما. وقد تم حل الموقف فقط عندما بدأ معهد البترول الأمريكي (API) مؤتمراً لمعالجة «مشكلة الوقود»، وأُنشِئَت لجنة أبحاث الوقود التعاونية (CFR) في عام 1920؛ وذلك للإشراف على برامج التحقيق المشتركة والحلول. وبصرف النظر عن ممثلي الصناعتين، لعبت جمعية مهندسي السيارات أيضاً دوراً أساسياً، حيث تم اختيار مكتب المعايير الأمريكي كمنظمة بحثية محايدة لإجراء العديد من الدراسات. ففي البداية كانت جميع البرامج مرتبطة بالتقلبات واستهلاك الوقود وسهولة التشغيل وتخفيف زيت علبة المرافق والتسريع.

### جدل حول البنزين المحتوي على الرصاص (1924-1925)
مع زيادة استخدام الجازولين المكسور حرارياً، زاد القلق فيما يتعلق بتأثيراته على الاحتراق الغير طبيعي مما أدى إلى البحث عن إضافات مانِعَةُ الخَبْطِ في المُحَرِّك. في أواخر العقد الأول من القرن العشرين بدأ باحثون مثل أ هـ جيبسون وهاري ريكاردو وتوماس ميدجلي جونيور وتوماس بويد في التحقيق في الاحتراق غير الطبيعي. ابتداءً من عام 1916 بدأ تشارلز فرانكلين كترنج بفحص المضافات بناءً على مسارين، الأول هو محلول «النسبة المئوية العالية» (حيث تمت إضافة كميات كبيرة من الإيثانول) والثاني هو محلول «النسبة المنخفضة» (حيث يلزم فقط 2-4 جرام لكل جالون). وأدى حل «النسبة المئوية المنخفضة» في النهاية إلى اكتشاف رباعي إيثيليد (TEL) في ديسمبر 1921، وهو نتاج لبحث ميدجلي وبويد. وقد بدأ هذا الابتكار دورة من التحسينات في كفاءة الوقود والتي تزامنت مع التطوير واسع النطاق لتكرير النفط؛ لتوفير المزيد من المنتجات في نطاق غليان البنزين. ولم تستطع الحصول على براءة اختراع للإيثانول ولكن تمكنت من الحصول عليه لأجل رباعي الإيثيليد، فلذلك حصلت كيترينج (Kettering) على براءة اختراع لأجل رباعي الإيثيليد وبدأت في الترويج لها بدلاً من الخيارات الأخرى.
قد كانت مخاطر المركبات المحتوية على الرصاص راسخة في ذلك الوقت، وقد حذر روبرت ويلسون من معهد ماساتشوستس للتكنولوجيا، وريد هانت من جامعة هارفارد، ويانديل هندرسون من جامعة ييل، وإريك كراوس من جامعة بوتسدام في ألمانيا بشأن استخدامه. كان كراوس قد عمل على رباعي الإيثيل (tetraethyllead) لسنوات عديدة ووصفه بأنه «سم زاحف وخبيث» قتل أحد أعضاء لجنة أطروحته. ففي 27 أكتوبر 1924 تحدثت مقالات صحفية في جميع أنحاء البلاد عن العمال في مصفاة ستاندرد أويل بالقرب من إليزابيث بولاية نيو جيرسي الذين كانوا ينتجون رباعي الإيثيلد وكانوا يعانون من التسمم بالرصاص. وبحلول 30 أكتوبر كان قد وصل عدد القتلى إلى خمسة. وفي نوفمبر من السنة نفسها أغلقت لجنة العمل في نيو جيرسي مصفاة بايواي، وبدأت هيئة محلفين كبرى تحقيقًا لم ينتج عنه أي تهم بحلول فبراير 1925. ثم تم حظر مبيعات البنزين المحتوي على الرصاص في مدينة نيويورك وفيلادلفيا ونيوجيرسي. وبدأت جنرال موتورز ودوبونت وستاندرد أويل، الذين كانوا شركاء في شركة إيثيل (Ethyl Corporation) الشركة التي تم إنشاؤها لإنتاج رباعي الإيثيليد، في المجادلة بأنه لا توجد بدائل للبنزين المحتوي على الرصاص من شأنه أن يحافظ على كفاءة الوقود ولا يزال يمنع طرق المحرك. وهدأ الجدل بعد أن أفادت عدد من الدراسات المعيبة الممولة من الصناعة أن البنزين المعالج برباعي إيثيل الرصاص لم يكن مشكلة صحية عامة.

### الولايات المتحدة (1930-1941)
في فترة الخمس سنوات السابقة لعام 1929، تم إجراء قدر كبير من التجارب على طُرق اختبار مختلفة لتحديد مقاومة الوقود للاحتراق غير الطبيعي. ويبدو أن خبط المحرك كان يعتمد على مجموعة متنوعة من المُعامِلات بما في ذلك الضغط وتوقيت الإشعال ودرجة حرارة الأسطوانة والمحركات المبردة بالهواء أو المبردة بالماء وأشكال الحجرة ودرجات حرارة السحب والمخاليط الهزيلة أو الغنية وغيرها. وقد أدى ذلك إلى مجموعة متنوعة محيرة من محركات الاختبار التي أعطت نتائج متضاربة، ولم يكن هناك مقياس تصنيف قياسي. بحلول عام 1929 تم الاعتراف من قبل معظم مصنعي ومستخدمي بنزين الطائرات، أنه يجب تضمين نوع من تصنيف مضاد القرقعة في المواصفات الحكومية. وفي عام 1929 تم اعتماد مقياس تصنيف الأوكتان، أما في عام 1930 تم وضع أول مواصفات أوكتان لوقود الطائرات. وفي نفس العام حددت القوات الجوية للجيش الأمريكي أنواع الوقود المصنفة بـ87 أوكتان لطائراتها نتيجة للدراسات التي أجرتها.
خلال هذه الفترة ، أظهر البحث أن الهيكل الهيدروكربوني كان مهمًا للغاية لخصائص الوقود المانعة للخبط. تحتوي البارافينات ذات السلسلة المستقيمة في نطاق غليان البنزين على صفات منخفضة من الضد ، بينما تتمتع الجزيئات الحلقية الشكل مثل الهيدروكربونات العطرية (مثال على ذلك البنزين) بمقاومة أعلى للطرق. وأدى هذا التطور إلى البحث عن العمليات التي من شأنها أن تنتج المزيد من هذه المركبات من النفط الخام أكثر مما تم تحقيقه في ظل التقطير المباشر أو التكسير الحراري. أدت الأبحاث التي أجرتها المصافي الكبرى إلى تطوير عمليات تشمل الأزمرة الرخيصة والوفرة من البيوتان إلى الأيزوبيوتان، والألكلة للانضمام إلى الأيزوبيوتان والبوتيلين لتكوين أيزومرات الأوكتان مثل «الأيزوكتان»، والتي أصبحت مكونًا مهمًا في مزج وقود الطائرات. ولزيادة تعقيد الموقف مع زيادة أداء المحرك، زاد الارتفاع الذي يمكن أن تصل إليه الطائرة، مما أدى إلى مخاوف بشأن تجميد الوقود. حيث يبلغ متوسط انخفاض درجة الحرارة 3.6 درجة فهرنهايت (2.0 درجة مئوية) لكل 1000 قدم (300 متر) زيادة في الارتفاع، وعند 40.000 قدم (12 كم)، يمكن أن تقترب درجة الحرارة من -70 درجة فهرنهايت (-57 درجة مئوية). المواد المضافة مثل البنزين، مع نقطة تجمد 42 درجة فهرنهايت (6 درجات مئوية)، سوف تتجمد في الجازولين وتسد خطوط الوقود. وقد حلت المواد العطرية المستبدلة مثل التولوين والزيلين والكيومين مع البنزين المحدود المشكلة.
بحلول عام 1935 كانت هناك سبع درجات مختلفة للطيران على أساس تصنيف الأوكتان، ودرجتين للجيش، وأربع درجات بحرية وثلاث درجات تجارية بما في ذلك إدخال بنزين الطيران 100 أوكتان. أما بحلول عام 1937 أنشأ الجيش 100 أوكتان كوقود قياسي للطائرات المقاتلة ولزيادة الاختلال، وميزت الحكومة الآن بـ14 درجة مختلفة، بالإضافة إلى 11 درجة أخرى في دول أجنبية. ومع مطالبة بعض الشركات بتخزين 14 درجة من وقود الطائرات، والتي لا يمكن استبدال أي منها كان التأثير على المصافي سلبياً. فلم تستطع صناعة التكرير التركيز على عمليات تحويل السعة الكبيرة للعديد من الدرجات المختلفة وكان لابد من إيجاد حل. وبحلول عام 1941 تم من خلال جهود لجنة أبحاث الوقود التعاونية بشكل أساسي، تخفيض عدد درجات وقود الطائرات إلى ثلاثة: 73 و91 و100 أوكتان.
كان تطوير بنزين الطائرات 100 أوكتان على نطاق اقتصادي يرجع جزئيًا إلى جيمي دوليتل الذي أصبح مدير الطيران في شركة شل للنفط. وقد أقنع شركة شل بالاستثمار في طاقة التكرير لإنتاج 100 أوكتان على نطاق لا يحتاجه أحد لأنه لا توجد طائرة تتطلب وقودًا لم يصنعه أحد. وقد أطلق بعض زملائه الموظفين على جهوده «خطأ دوليتل البالغ مليون دولار» لكن الوقت أثبت أن دوليتل كان على حق. وقبل ذلك كان الجيش قد نظر في اختبارات 100 أوكتان باستخدام الأوكتان النقي ولكن بسعر 25 دولارًا للغالون، فحال السعر دون حدوث ذلك. وفي عام 1929 تم تنظيم مجلس مواصفات ستانافو من قبل شركات ستاندرد أويل في كاليفورنيا وإنديانا ونيوجيرسي لتحسين وقود الطائرات وزيوتها، وبحلول عام 1935 كانت قد وضعت أول 100 أوكتان من الوقود في السوق: ستانافو إثيل جازولين 100. وقد تم استخدامه من قبل الجيش ومصنعي المحركات وشركات الطيران للاختبار وللسباق الجوي وتسجيل الرحلات الجوية. أما بحلول عام 1936 فقد أثبتت الاختبارات في حقل رايت باستخدام البدائل الجديدة والأرخص للأوكتان النقي قيمة وقود 100 أوكتان، وستفوز كل من شل وستاندرد أويل بعقد توريد كميات اختبار للجيش. وبحلول عام 1938 انخفض السعر إلى 17.5 سنتًا للغالون، و2.5 سنتًا فقط أكثر من 87 أوكتان وقود. أما بحلول نهاية الحرب العالمية الثانية، فسينخفض السعر إلى 16 سنتًا للغالون.
في عام 1937 طور يوجين هودري عملية هودري للتكسير التحفيزي، والتي أنتجت مخزونًا أساسيًا عالي الأوكتان من البنزين والذي كان متفوقًا على المنتج المكسور حراريًا لأنه لا يحتوي على تركيز عالٍ من الأوليفينات. في عام 1940 لم يكن هناك سوى 14 وحدة هودري تعمل في الولايات المتحدة، وبحلول عام 1943 زاد هذا العدد إلى 77 إما من عملية هودري أو من نوع الحفاز الحراري أو محفز السوائل.
أدى البحث عن أنواع الوقود ذات معدلات الأوكتان التي تزيد عن 100، إلى تمديد المقياس من خلال مقارنة خرج الطاقة. وستنتج الدرجة المخصصة للوقود 130 طاقة مقدارها 130 في المائة في المحرك كما لو كانت تعمل على الأيزو أوكتان النقي. وخلال الحرب العالمية الثانية، تم منح الوقود الذي يزيد عن 100 أوكتان تصنيفين: خليط غني وخفيف، وسيطلق عليهما «أرقام الأداء» (PN). وسيشار إلى بنزين الطائرات 100 أوكتان بدرجة 130/100.

### الحرب العالمية الثانية والأوكتان
أحد الموضعات التاريخية المتعلقة برقم الأوكتان حدثت أثناء الحرب العالمية الثانية. حيث كانت إمدادات ألمانيا من الزيت تأتي من رومانيا، كما قامت ببناء مصانع تقطير كبيرة لإنتاج البنزين من الفحم. وفي الولايات المتحدة لم يكن الزيت «بالجودة الكافية» وكان لا بد من استثمار كثير من المال على أنظمة رفع كفاءة هذا الزيت. وقد كان لذلك فائدة كبيرة. إذ أن رقم الأوكتان لوقود الطائرات ارتفع إلى 130 وأحيانا 150، مما كان ينتج قوة أكبر من نفس المحركات الموجودة حيث زادت قابليته للإضغاط. وعلى العكس من ذلك لم يحاول الألمان البحث عن وسائل لرفع رقم الأوكتان لديهم حيث أن الزيت المستخدم لديهم كان جيد. وبالتالي فإن الألمان إضطروا لاستخدام محركات ذات قدرة أكبر للحصول على القوة المطلوبة.
وعموما، فإن محركات الطائرات الألمانية كانت تعمل بطريفة حقن الوقود المباشر ومن الممكن استخدام الحقن بالميثانول- ماء وحقن أكسيد النيتروز، مما كان يعطي المحرك قوة أكثر بنسبة 50% ولكن لمدة 5 دقائق فقط أثناء المعارك الجوية. وكان هذا محدود بخمس مرات فقط، أو بعد 40 ساعة طيران فإن المحرك سيحدث به أعطال تحتاج إعادة بناء المحرك مرة أخرى. وكانت معظم الطائرات الألمانية تستخدم وقود برقم أوكتان 87 وكان يطلق عليه (B4)، وكانت بعض المحركات العالية القوة تستخدم أوكتان 100 وكان يسمى (C2/C3).
وهذه النظرة التاريخية مبنية على فهم خاطئ منتشر عن رقم الأوكتان أثناء الحرب. فللوقود نوعان من رقم الأوكتان، أحدهما للمخلوط الضعيف، والآخر للمخلوط القوي، وغالبا ما يكون المخلوط القوى أكبر. فمثلا، وقود الطيران البريطاني في نهاية الحرب كان 100/125. وسوء الفهم هنا أن الوقود الألماني له رقم أوكتان أقل (وبالتالي جودة أقل) قد ظهر لأن الألمان حددوا رقم الأوكتان للمخلوط الضعيف على أنه رقم الأوكتان لوقودهم بينما استخدم الحلفاء استخدموا رقم الأوكتان للمخلوط القوي لوقودهم. وكان وقود الطيران القياسي للألمان في أواخر الحرب (أطلق عليه C3) كان له رقم أوكتان ضعيف/قوي 100/130، وكان الألمان يستخدموا 100 على أنه رقم الأوكتان، بينما الحلفاء استخدموا 130.
بعد انتهاء الحرب أرسلت البحرية الأمريكية بعض الفنيين لمقابلة البتروكيماويين الألمان والتحقق من جودة الوقود الألماني. وقد كان تقريرهم بعنوان «تقرير فني 145-45 عن تصنيع بنزين الطيران الألماني» وقاموا بتحليل الأنواع المختلفة للوقود كيميائيا واستنتجوا أن «في نهاية الحرب كان الوقود المستخدم في المقاتلات الألمانية يشبه المستخدم عند الحلفاء».

### الولايات المتحدة من 1946 حتى الوقت الحاضر
أنتج تطوير المحركات النفاثة التي تحرق الوقود القائم على الكيروسين خلال الحرب العالمية الثانية للطائرات، نظام دفع متفوق الأداء مما يمكن أن تقدمه محركات الاحتراق الداخلي، واستبدلت القوات العسكرية الأمريكية تدريجياً طائراتها القتالية المكبسية بطائرات تعمل بالطاقة النفاثة. وسيؤدي هذا التطور بشكل أساسي إلى إزالة الحاجة العسكرية لوقود الأوكتان المتزايد باستمرار، وإلغاء الدعم الحكومي لصناعة التكرير لمتابعة البحث والإنتاج لمثل هذا الوقود الغريب والمكلف. كان الطيران التجاري أبطأ في التكيف مع الدفع النفاث، وحتى عام 1958 عندما دخلت طائرة بوينج 707 الخدمة التجارية لأول مرة، كانت الطائرات التي تعمل بالمكبس لا تزال تعتمد على جازولين الطيران. ولكن كان للطيران التجاري مخاوف اقتصادية أكبر من الحد الأقصى من الأداء الذي يمكن للجيش تحمله. ومع زيادة أرقام الأوكتان، زادت تكلفة الجازولين ولكن الزيادة التدريجية في الكفاءة تصبح أقل مع ارتفاع نسبة الضغط. وقد وضع هذا الواقع حدًا عمليًا لكيفية زيادة نسب الضغط المرتفعة بالنسبة لمدى تكلفة الجازولين. وتم إنتاجه آخر مرة في عام 1955، كان برات آند ويتني آر-4360 واسب ميجر يستخدم 115/145 غازولين الطيران وينتج قوة حصانية لكل بوصة مكعبة عند نسبة ضغط 6.7 (الشحن التوربيني الفائق سيزيد هذا) و1 رطل من وزن المحرك لإنتاج 1.1 حصان.
لم تستطع صناعة السيارات الأمريكية بعد الحرب العالمية الثانية الاستفادة من الوقود عالي الأوكتان المتاح في ذلك الوقت. وزادت نسب ضغط السيارات من متوسط 5.3 إلى 1 وفي عام 1931 إلى 6.7 ثم إلى 1 فقط في عام 1946. وقد زاد متوسط عدد الأوكتان لبنزين المحرك العادي من 58 إلى 70 خلال نفس الوقت. وكانت الطائرات العسكرية تستخدم محركات توربو فائقة الشحن باهظة الثمن، حيث تكلف ما لا يقل عن 10 أضعاف ما تكلفه محركات السيارات لكل حصان، وكان يتعين إصلاحها كل 700 إلى 1000 ساعة. ولا يمكن أن يدعم سوق السيارات مثل هذه المحركات باهظة الثمن. ولم يكن حتى عام 1957 من أن تتمكن أول شركة مصنعة للسيارات في الولايات المتحدة من إنتاج محرك ينتج قوة حصانية واحدة لكل بوصة مكعبة، وهو خيار محرك شيفروليه V8 بقوة 283 حصان / 283 بوصة مكعبة في كورفيت. وبالسعر 485 دولارًا كان هذا خيارًا مكلفًا لا يستطيع سوى عدد قليل من المستهلكين تحمله ولن يجذب سوى السوق الاستهلاكية الموجهة نحو الأداء والراغبة في دفع ثمن الوقود المتميز المطلوب. كان لهذا المحرك نسبة ضغط معلن عنها تبلغ 10.5 إلى 1، وذكرت مواصفات AMA لعام 1958 أن متطلبات الأوكتان كانت 96-100 RON. وعند 535 رطلاً (243 كجم) (1959 مع استهلاك الألمنيوم) استغرق الأمر 1.9 رطل (0.86 كجم) من وزن المحرك لإنتاج قوة حصانية واحدة (0.75 كيلو واط).
في الخمسينيات من القرن الماضي بدأت مصافي النفط في التركيز على الوقود عالي الأوكتان، ثم تمت إضافة المنظفات إلى الجازولين لتنظيف الطائرات في المكربن. وقد شهدت السبعينيات اهتمامًا أكبر بالعواقب البيئية لحرق الجازولين. وأدت هذه الاعتبارات إلى التخلص التدريجي من TEL واستبداله بمركبات أخرى مضادة للطرق. وبعد ذلك تم إدخال الجازولين منخفض الكبريت جزئيًا للحفاظ على المحفزات في أنظمة العادم الحديثة.

## السلامة

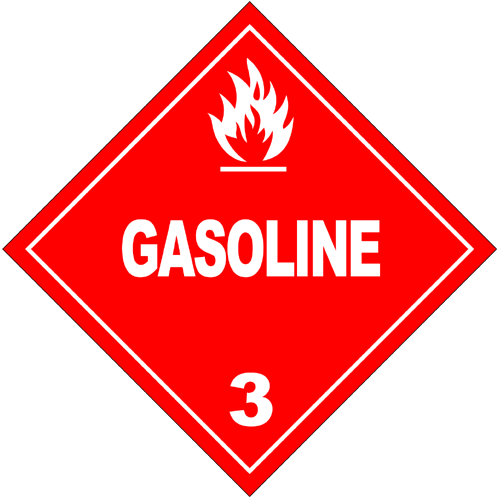
احذر مواد خطرة (HAZMAT) جازولين من الفئة الثالثة

### اعتبارات بيئية
ينتج عن احتراق البنزين 2.35 كيلوجرام لكل لتر (19.6 رطل / جالون أمريكي) 2.35 kilograms per liter (19.6 lb/US gal) من ثاني أكسيد الكربون، وهو أحد الغازات الدفيئة.
إن الشاغل الرئيسي للجازولين على البيئة بصرف النظر عن تعقيدات استخراجه وتكريره، هو تأثيره على المناخ من خلال إنتاج ثاني أكسيد الكربون. يتفاعل الجازولين غير المحترق والتبخر من الخزان عندما يكون في الغلاف الجوي، في ضوء الشمس لإنتاج الضباب الدخاني الكيميائي الضوئي. عند وجود تركيزات أعلى من الإيثانول أعلى من 10٪، يبدأ ضغط بخار الخليط في الانخفاض. عند نسبة 10٪ من الإيثانول من حيث الحجم، قد يؤدي ارتفاع ضغط البخار إلى زيادة مشكلة الضباب الدخاني الكيميائي الضوئي. يمكن تخفيف هذا الارتفاع في ضغط البخار عن طريق زيادة أو تقليل النسبة المئوية للإيثانول في خليط الجازولين.
لا تأتي المخاطر الرئيسية لمثل هذه التسريبات من المركبات، ولكن من حوادث شاحنات نقل الجازولين والتسريبات من صهاريج التخزين. وبسبب هذا الخطر فإن معظم صهاريج التخزين (تحت الأرض) لديها الآن تدابير مكثفة للكشف عن أي تسربات ومنعها، مثل أنظمة المراقبة جذر فيدر وتأجيج فرانكلين (Veeder-Root ،Franklin Fueling).
يستهلك إنتاج الجازولين 15 ديسيلتر لكل كيلومتر (0.63 جالون أمريكي لكل ميل) من المياه عن طريق المسافة المقطوعة.

### السمية
تُظهر صحيفة بيانات السلامة الخاصة بالجازولين الخالي من الرصاص في تكساس عام 2003 ما لا يقل عن 15 مادة كيميائية خطرة تحدث بكميات مختلفة، بما في ذلك البنزين (حتى 5٪ من حيث الحجم) والتولوين (حتى 35٪ من حيث الحجم) والنفثالين (حتى 1٪ من حيث الحجم)، ثلاثي ميثيل بنزين (حتى 7٪ من حيث الحجم)، ميثيل ثالثي بوتيل إيثر (MTBE) (حتى 18٪ من حيث الحجم، في بعض الولايات) وحوالي عشرة مواد أخرى. تظهر الهيدروكربونات في الجازولين بشكل عام سمية منخفضة حادة، مع LD50 من 700-2700 مجم / كجم للمركبات العطرية البسيطة. البنزين والعديد من الإضافات المانعة للخبط هي مواد مسرطنة.
يمكن أن يتعرض الناس للجازولين في مكان العمل عن طريق ابتلاعه، واستنشاق الأبخرة، وملامسة الجلد، وملامسة العين. الجازولين سام. كما قام المعهد الوطني للسلامة والصحة المهنية (NIOSH) بتصنيف الجازولين كمادة مسرطنة. إذ يمكن أن يسبب الاتصال الجسدي أو الابتلاع أو الاستنشاق مشاكل صحية. ونظرًا إلى أن تناول كميات كبيرة من البنزين يمكن أن يسبب ضررًا دائمًا للأعضاء الرئيسية، تتم الإشارة إلى الاتصال بمركز مكافحة السموم المحلي أو زيارة غرفة الطوارئ.
على عكس الاعتقاد الخاطئ الشائع لا يتطلب ابتلاع البنزين علاجًا طارئًا خاصًا بشكل عام، كما أن إحداث القيء لا يساعد ويمكن أن يزيد الأمر سوءًا. ووفقًا لما قاله اختصاصي السموم براد دال: «حتى تناول لقمتين لن يكونا بهذه الخطورة طالما أنها تنزل إلى معدتك وتبقى هناك أو تستمر في التقدم داخل الجسم». وتقول وكالة تسجيل المواد السامة والأمراض التابعة لمراكز مكافحة الأمراض والوقاية منها (CDC) في الولايات المتحدة بعدم التسبب في القيء أو غسيل المعدة أو المداواة بالفحم النشط.

### الاستنشاق السام
يُعد استنشاق بخار الجازولين من المواد السامة الشائعة. إذ يقوم المستخدمون بتركيز واستنشاق بخار الجازولين بطريقة غير مقصودة من قبل الشركة المصنعة لإنتاج النشوة والسُكُر. وقد أصبح استنشاق البنزين وباءً في بعض المجتمعات الفقيرة ومجموعات السكان الأصليين في أستراليا وكندا ونيوزيلندا وبعض جزر المحيط الهادئ. يُعتقد أن هذه الممارسة تسبب ضررًا شديدًا للأعضاء، بما في ذلك التخلف العقلي والسرطان.
في كندا كان الأطفال الأصليون في مجتمع لابرادور الشمالي المعزول في ديفيس إنليت محور الاهتمام الوطني في عام 1993، عندما وجد أن العديد منهم يستنشقون الجازولين. فتدخلت الحكومة الكندية وحكومات مقاطعة نيوفاوندلاند ولابرادور في عدد من المناسبات، وأرسلت العديد من الأطفال للعلاج. وعلى الرغم من الانتقال إلى مجتمع ناتواشيش الجديد في عام 2002، استمرت مشاكل تعاطي الاستنشاق الخطيرة. وتم الإبلاغ عن مشاكل مماثلة في شيشاتشو في عام 2000 وكذلك في الأمة الأولى لبيكانغكوم. وفي عام 2012 ظهرت هذه القضية مرة أخرى في وسائل الإعلام في كندا.
لطالما واجهت أستراليا مشكلة استنشاق البترول (الجازولين) في مجتمعات السكان الأصليين المعزولة والفقيرة. وعلى الرغم من أن بعض المصادر تجادل بأن الاستنشاق تم تقديمه من قبل جنود الولايات المتحدة المتمركزين في الطرف الأعلى للبلاد خلال الحرب العالمية الثانية أو من خلال التجارب التي قام بها عمال مناشر شبه جزيرة كوبورغ في حقبة الأربعينيات، تزعم مصادر أخرى أن تعاطي الاستنشاق (مثل استنشاق الغراء) ظهر في أستراليا في أواخر الستينيات. ويبدو بأن استنشاق البترول الثقيل المزمن يحدث بين مجتمعات السكان الأصليين النائية والفقيرة، حيث ساعدت سهولة الوصول إلى البترول في جعله مادة شائعة لإساءة الاستخدام.
في أستراليا يحدث استنشاق البترول الآن على نطاق واسع في جميع أنحاء مجتمعات السكان الأصليين النائية في الإقليم الشمالي وأستراليا الغربية والأجزاء الشمالية من جنوب أستراليا وكوينزلاند. يرتفع عدد الأشخاص الذين يستنشقون البترول بمرور الوقت، بينما يقوم الشباب بالتجربة أو الشم من حين لآخر. «الرئيس» أو المتشممون المزمنون، قد ينتقلون إلى المجتمعات وخارجها، وغالبًا ما يكونون مسؤولين عن تشجيع الشباب على تناولها. في عام 2005 بدأت حكومة أستراليا وشركة بي بي أستراليا استخدام وقود الأوبال في المناطق النائية المعرضة لاستنشاق البترول. والأوبال هو وقود غير قابل للاستنشاق (وهو أقل عرضة للتسبب في ارتفاع درجة الحرارة) وقد أحدث فرقًا في بعض مجتمعات السكان الأصليين.

### قابلية الاشتعال

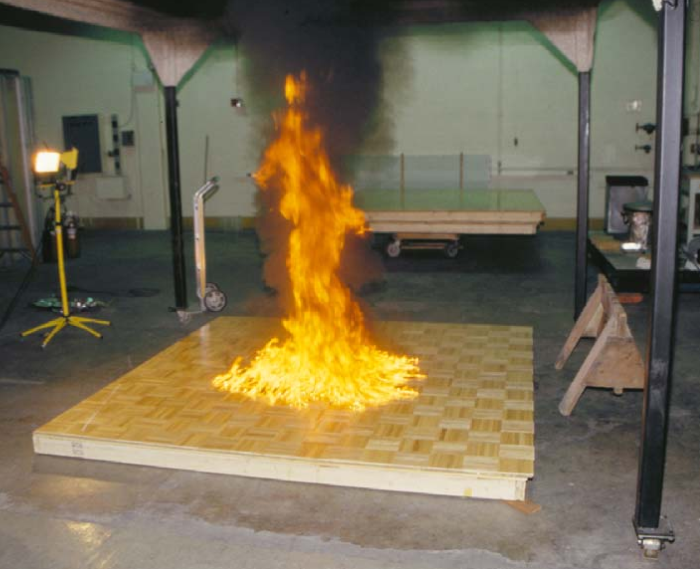
ينتج عن الاحتراق غير المنضبط للجازولين كميات كبيرة من السخام وأول أكسيد الكربون.

مثل الهيدروكربونات الأخرى يحترق الجازولين في نطاق محدود من حالته البخارية، إلى جانب تقلبه مما يجعل هذا التسرب خطيرًا للغاية عند وجود مصادر الاشتعال. يحتوي الجازولين على حد أقل للانفجار يبلغ 1.4٪ من حيث الحجم وحد أقصى للانفجار يبلغ 7.6٪. إذا كان التركيز أقل من 1.4٪ ، يكون خليط الهواء والجازولين خفيفًا جدًا ولا يشتعل. أما إذا كان التركيز أعلى من 7.6٪ ، فإن الخليط يكون غني جدًا ولا يشتعل أيضًا. ومع ذلك يختلط بخار الجازولين بسرعة وينتشر مع الهواء، مما يجعل الجازولين غير المقيد سريع الاشتعال.

## الاستخدام والتسعير

### أوروبا
تفرض البلدان في أوروبا ضرائب على الوقود مثل الجازولين أعلى بكثير مقارنة بالولايات المتحدة. فبالعادة ما يكون سعر البنزين في أوروبا أعلى من سعره في الولايات المتحدة بسبب هذا الاختلاف.

### الولايات المتحدة الأمريكية

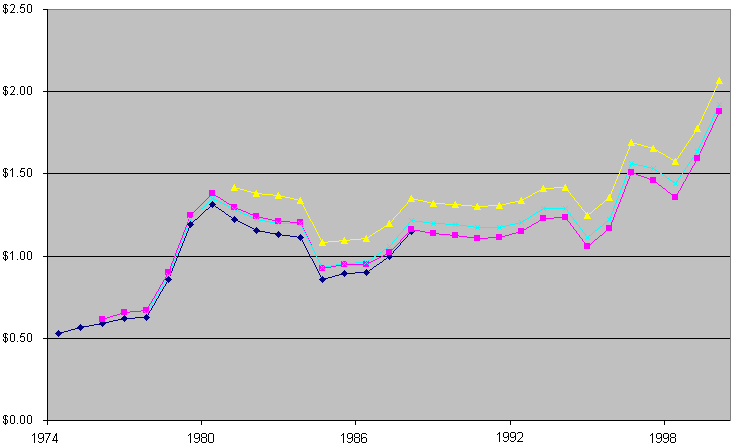
أسعار البنزين الأمريكي 1974-2004

من 1998 إلى 2004 تقلب سعر البنزين بين $ 1 و$2 لكل جالون أمريكي. فبعد عام 2004 ارتفع السعر حتى وصل متوسط سعر الغاز إلى 4.11 دولار للغالون الأمريكي في
منتصف عام 2008، لكنه تراجع إلى حوالي 2.60 دولار للغالون الأمريكي بحلول سبتمبر 2009. وفي الآونة الأخيرة شهدت الولايات المتحدة ارتفاعًا في أسعار البنزين حتى عام 2011، وبحلول 1 مارس 2012 كان المتوسط الوطني 3.74 دولارًا للغالون الواحد.
في الولايات المتحدة تتحمل معظم السلع الاستهلاكية أسعارًا قبل الضرائب، ولكن أسعار الجازولين مذكورة مع تضمين الضرائب. يتم إضافة الضرائب من قبل الفيدرالية والولايات والحكومات المحلية. واعتبارًا من عام 2009 كانت الضريبة الفيدرالية 18.4 للغالون الواحد للبنزين و24.4 ¢ للغالون للديزل (باستثناء الديزل الأحمر). بين الولايات الفردية توجد أعلى معدلات ضرائب على البنزين، بما في ذلك الضرائب الفيدرالية اعتبارًا من أكتوبر 2018، في ولاية بنسلفانيا (77.1 ¢ / غال)، وكاليفورنيا (73.93 ¢ / غال)، وواشنطن (67.8 ¢ / غالون).
حوالي 9 في المائة من جميع البنزين المباع في الولايات المتحدة في مايو 2009 كان من الدرجة الممتازة، وفقًا لإدارة معلومات الطاقة. تقول مجلة تقارير المستهلكين: "إذا كان [دليل المالك] ينص على استخدام وقود عادي، فافعل ذلك - فلا فائدة من الحصول على درجة أعلى. وقالت وكالة أسوشيتد برس إن الغاز الممتاز - الذي يحتوي على تصنيف أوكتان أعلى وتكلفته أعلى للغالون الواحد من الغاز العادي الخالي من الرصاص - يجب استخدامه فقط إذا قالت الشركة المصنعة أنه "مطلوب". وغالبًا ما تحدد السيارات ذات المحركات المزودة بشاحن توربيني ونسب الضغط العالية غازًا ممتازًا لأن وقود الأوكتان الأعلى يقلل من حدوث "الضربة القاضية" أو تفجير الوقود مسبقًا. يختلف سعر الغاز بشكل كبير بين أشهر الصيف والشتاء.

## إنتاج الجازولين حسب الدولة
إنتاج الجازولين ألف برميل في اليوم، 2014 (ألف برميل في اليوم المصدر: إدارة معلومات الطاقة الأمريكية، TheGlobalEconomy.com)
| الدولة                   | إنتاج الجازولين |
| ------------------------ | --------------- |
| الولايات المتحدة         | 9571            |
| الصين                    | 2578            |
| اليابان                  | 920             |
| روسيا                    | 910             |
| الهند                    | 755             |
| كندا                     | 671             |
| البرازيل                 | 533             |
| ألمانيا                  | 465             |
| المملكة العربية السعودية | 441             |
| المكسيك                  | 407             |
| كوريا الجنوبية           | 397             |
| إيران                    | 382             |
| المملكة المتحدة          | 364             |
| إيطاليا                  | 343             |
| فنزويلا                  | 277             |
| فرنسا                    | 265             |
| سنغافورة                 | 249             |
| أستراليا                 | 241             |
| أندونيسيا                | 230             |
| تايوان                   | 174             |
| تايلاند                  | 170             |
| إسبانيا                  | 169             |
| هولندا                   | 148             |
| جنوب أفريقيا             | 135             |
| الأرجنتين                | 122             |
| السويد                   | 112             |
| اليونان                  | 108             |
| بلجيكا                   | 105             |
| ماليزيا                  | 103             |
| فنلندا                   | 100             |
| بيلاروسيا                | 92              |
| تركيا                    | 92              |
| كولومبيا                 | 85              |
| بولندا                   | 83              |
| النرويج                  | 77              |
| كازاخستان                | 71              |
| الجزائر                  | 70              |
| رومانيا                  | 70              |
| عمان                     | 69              |
| مصر                      | 66              |
| الإمارات العربية المتحدة | 66              |
| تشيلي                    | 65              |
| تركمانستان               | 61              |
| الكويت                   | 57              |
| العراق                   | 56              |
| فيتنام                   | 52              |
| ليتوانيا                 | 49              |
| الدنمارك                 | 48              |
| قطر                      | 46              |

## وصلات خارجية

### معلومات
- البنزين- أسئلة شائعة.
- شكل تضخم أسعار البنزين في الفترة من 1970 إلى 2005 وأعلاها عام 1981.
- شهادة بيانات أمان المواد- البنزين تتضمن احتياطات النقل، نقطة الوميض، وهكذا.
- مقدمة عن علم البترول الحديث، معلمومات عن النظرية الروسية-الأوكرانية.
- MMT-US EPA

بيانات
- تحديثات البنزين ووقود الديزل.

### أخرى
- إلغاء حقيقة الأصل الحيوي للبترول الطبيعي.
- مقارنة لثبات اللدائن أمام كل من الكحولات والبنزين، أى اللدائن أفضل لتخزين البنزين.

### صور
- "سقوط البنزين- رسوم متحركة من منظمة هاندى جام.